# Cryptothelea leonina
Cryptothelea leonina är en fjärilsart som beskrevs av Willie Horace Thomas Tams 1924. Cryptothelea leonina ingår i släktet Cryptothelea och familjen säckspinnare. Inga underarter finns listade i Catalogue of Life.